# Campylostemon warneckeanum
Campylostemon warneckeanum là một loài thực vật có hoa trong họ Dây gối. Loài này được Loes. ex Fritsch mô tả khoa học đầu tiên năm 1901.